# Mads Bertelsen
Mads Bertelsen (ur. 18 grudnia 1994) – duński piłkarz, występujący na pozycji obrońcy lub pomocnika.

## Życiorys
Seniorską karierę rozpoczynał w Næsby BK, gdzie grał do 2016 roku. We wrześniu 2016 roku przeszedł do FC Broby. Od stycznia do czerwca 2017 roku występował w FC Svendborg, rozgrywając w barwach tego klubu 15 spotkań w 2. division. Następnie został graczem Tarup-Paarup IF. Z tym klubem w 2018 roku awansował do 2. division, a rok później spadł do Danmarksserien.
Zagrał w reprezentacji Danii w meczu 5 września 2018 roku ze Słowacją. Występ Bertelsena miał związek z protestem podstawowych reprezentantów kraju, którzy nie potrafili porozumieć się z DBU. Bertelsen rozpoczął mecz w podstawowym składzie, a w 71 minucie zmienił go Anders Fønss. Dania przegrała mecz 0:3.

## Statystyki ligowe
| Sezon         | Klub            | Liga           | Mecze | Gole |
| ------------- | --------------- | -------------- | ----- | ---- |
| 2015/2016     | Næsby BK        | 2. division    | ?     | ?    |
| 2016/2017 (w) | FC Svendborg    | 2. division    | 15    | 0    |
| 2017/2018     | Tarup-Paarup IF | Danmarksserien | ?     | ?    |
| 2018/2019     | Tarup-Paarup IF | 2. division    | 26    | 0    |
| 2019/2020     | Tarup-Paarup IF | Danmarksserien | ?     | ?    |
| 2020/2021     | Tarup-Paarup IF | Danmarksserien | ?     | ?    |